# Věra Kohnová

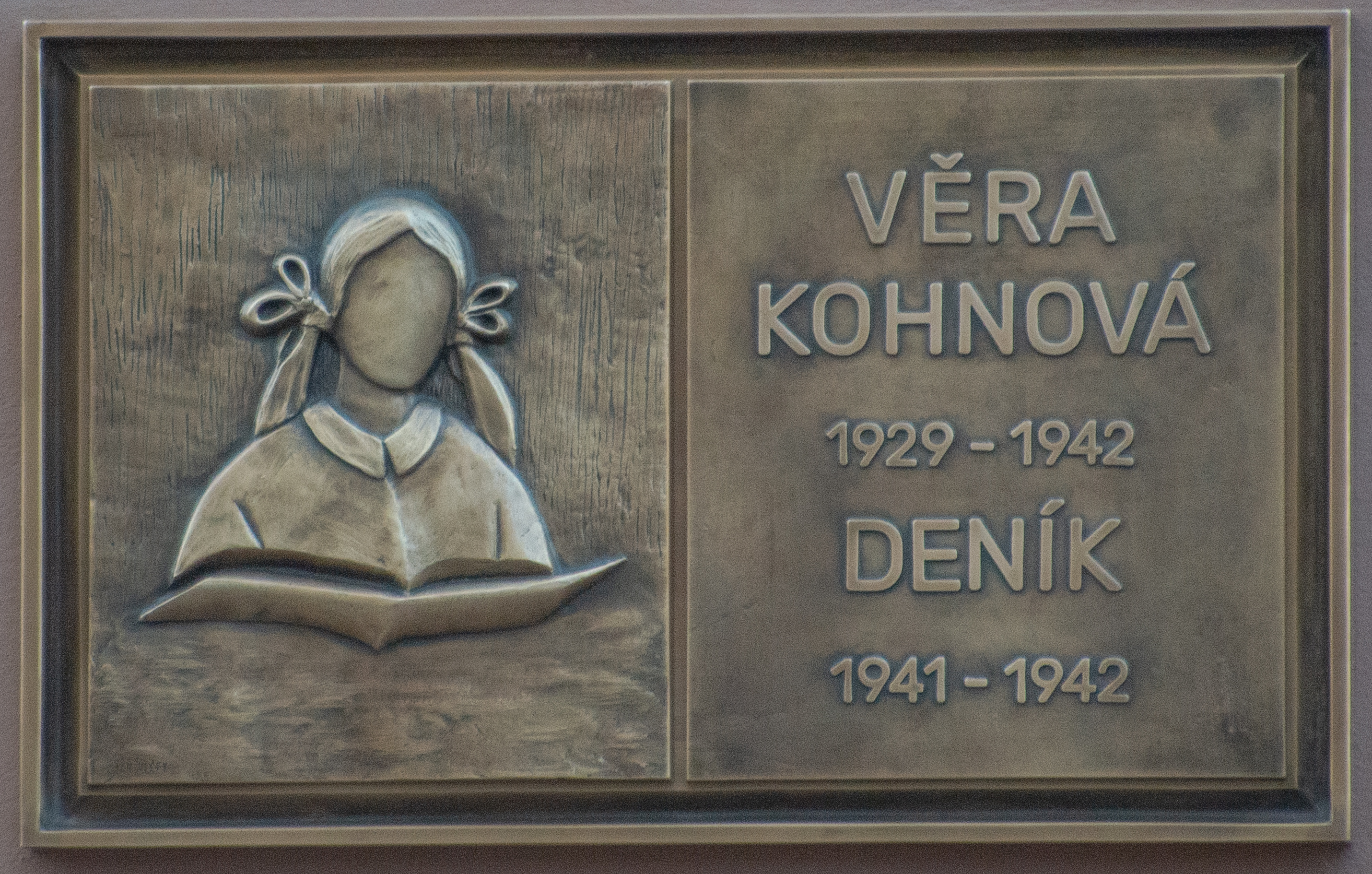
Placa conmemorativa de Věra Kohnová.

Věra Kohnová (26 de junio de 1929 – 1942) fue una chica judía de Checoslovaquia (actual República Checa). Ella escribió un diario sobre lo que sucedía, y cómo sentía los hechos, durante la ocupación de Checoslovaquia por parte del régimen Nazi. Su diario fue publicado en 2006.
Kohnová nació en Plzeň, en 1929, en el seno de la familia de Otakar Kohn, un secretario de la compañía Teller. A la edad de 12 años, empezó a escribir un diario. Ella estuvo escribiendo en él a lo largo de 5 meses, durante los cuales la situación que vivía su familia y otros judíos de Plzeň empeoraba gradualmente. No describió el infortunio de los judíos de la época, pero escribió a fondo sobre cómo le afectaba personalmente. El último escrito en su diario es "Estamos aquí sólo mañana y el día siguiente, quién sabe dónde estaremos después. ¡Adiós, diario mío!". 
El 22 de febrero de 1942, la familia fue destinada a transportes "S" hacia Theresienstadt. La última pista dejada por Věra Kohnová data del 11 de marzo, cuando ella dejó Theresienstadt en un tren de transportes para ir hacia otro campo de concentración en Izbica—una estación de paso hacia los campos de exterminio. Aunque ella y su familia no sobrevivieron, su diario fue escondido y guardado por Marie Kalivodová y Miroslav Matouš durante 65 años.
En 2006, el diario fue publicado como libro en idioma inglés, checo y alemán.